# The Princeton Review
The Princeton Review è una società statunitense che fornisce tutoraggio, preparazione ai test e risorse di ammissione per gli studenti. Venne fondata da John Katzman e Adam Robinson nel 1981.